# August Stähelin

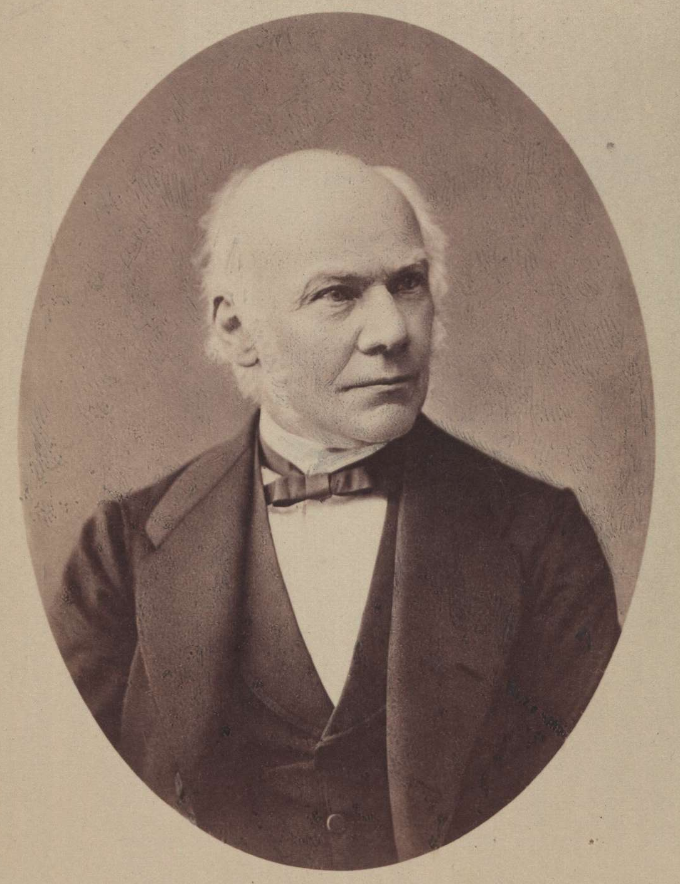
August Stähelin

August Stähelin (* 16. September 1812 in Basel; † 28. September 1886 ebenda) war ein Schweizer Wirtschaftsführer und Politiker.

## Biografie
August Stähelin, Sohn eines Spezereihändlers, besuchte 1831–1833 die École polytechnique in Paris und machte anschliessend mehrere Praktika im Raum Basel und in England. 1838 wurde er technischer Leiter der Firma F. Sarasin & Heusler, die in Haagen im Wiesental und in Münchenstein mechanische Spinnereien betrieb. 1862 wurde ihm die Gesamtleitung der Firma übertragen.
Politisch stand er als ein Hauptvertreter des sogenannten Juste-Milieu zwischen den Konservativen und den Radikalen. 1844–1884 gehörte er dem Grossen Rat des Kantons Basel-Stadt an und war 1874 massgeblich an der Verfassungsrevision beteiligt, die das von den Zünften geprägte sogenannte Ratsherrenregiment durch eine demokratische Verfassung ersetzte. 1849–1853 war er Kleinrat. 1855–1860 und 1861–1866 vertrat er den Kanton Basel-Stadt im Ständerat, den er 1857/58 präsidierte.